# Rodolfo Montero de Palacio
Rodolfo Montero de Palacio (San Martín de Elines (Valderredible) Cantàbria, 1963) és un director, guionista i productor espanyol.
De família de tractants de bestiar d'una banda i de metges rurals per un altre, als vuit anys ha de sortir de l'entorn familiar juntament amb els seus germans per a prosseguir amb els seus estudis, ja que l'escola del poble és tancada per falta de nens. Des d'aquest moment pren consciència de les manques que té el món rural en el qual va ser feliç i farà que diversos dels seus projectes audiovisuals i cinematogràfics posteriors girin entorn d'aquest tema i a la necessitat de dignificar i desenvolupar el Món Pagès. “En la cuna del aire” (sobre els últims nens pagesos d'un petit poble) va ser guardonat amb el Premi Goya 2006 en la categoria de Documental. O “El prado de las estrellas” de Mario Camus, del qual va ser productor i productor executiu.
Amb 16 anys, es trasllada a Santander, on acaba el Batxiller i el COU, i presa contacte amb Pío Muriedas, un vell rapsode de l'època de Margarida Xirgu, així com amb l'ambient cultural i poètic de la ciutat. Es trasllada a Madrid amb la decisió clara d'entrar en el món del Cinema, i es matricula en Ciències Polítiques i Sociologia a la Complutense. Amb el suport en els seus inicis pel seu paisà i mestre Mario Camus, així com pels germans Almodóvar i el productor Antonio Cardenal aconsegueix fer-se un buit als equips de Producció i Decoració de diverses pel·lícules. Posteriorment funda, juntament amb el seu germà Nano Montero, Cre-acción Films, amb la qual han dut a terme una vintena de llargmetratges i d'altres documentals i curtmetratges.
Com a productor ha alternat la cerca de nous talents amb la recuperació dels seus "mestres" com Vicente Aranda, Mario Camus o Alfonso Ungría. Pel·lícules com “Tudancos”, “Luna caliente”, “Las tierras altas”, “Siempre días azules” “Caminos Cruzados”, “Diario de una becaria”, “El efecto Iguazú” (Goya Millor Pel·lícula Documental 2003), “Bestiario”, “El deseo de ser piel roja”, “Báilame el agua”, “Código natural”, “El invierno de las anjanas” o “Un buen novio” són algunes de la seva filmografia. Col·labora assíduament amb algunes publicacions com El Mundo en Cantabria, El diario Montañes, i la Revista de la Academia de Cine. És també membre de l'Acadèmia de Cinema des de 2002.

## Filmografia
com a director
- “El Expreso” Curtmetratge en 35 mm (1995)
- “En la cuna del aire” Curtmetratge en 35 mm (2005) Goya 2006
- “Tudancos” Llargmetratge “Cantabria” Sèrie TV (Divulgativa 13 cap.)
- “Lope enamorado” (2019) telefilm[4]

com a productor
- “Luna caliente” (2009)[5] de Vicente Aranda
- “Las Tierras Altas” (2008)[6] de Carolina del Prado
- “El prado de las estrellas” (2007)[7] de Mario Camus
- “Moviendo Montañas” (llargmetratge documental) de Rodolfo Montero de Palacio
- “Estrellas en el Desierto” (llargmetratge documental)
- “El Abrazo de la Tierra (Aguaviva)” (llargmetratge documental) (2006) de Jose Luis Peñafuerte
- “El síndrome de Svensson” (2006) de Kepa Sojo
- “En la Cuna del Aire” de Rodolfo Montero de Palacio (curtmetratge documental 2006) Premi Goya 2006 Millor Curtmetratge Documental
- “Siempre días azules” (llargmetratge documental 2005) d'Israel Sánchez-Prieto
- “Chemins de traverse”(2004). En la versió espanyola “Caminos Cruzados” de Manuel Poirier
- “Diario de una becaria” (2004) de Josetxo San Mateo.[8]
- “El efecto Iguazú” (llargmetratge documental 2003) Pere Joan Ventura. Premi Goya 2003 Millor Documental
- “Bestiario” (2002) de Vicente Pérez
- “El deseo de ser piel roja” (2002) Alfonso Ungría
- “Báilame el agua” (2000) Josetxo San Mateo
- “Código natural” (2001) Vicente Pérez
- “El invierno de las anjanas” (1999) Pedro Telletxea
- “Un buen novio” (1998) Jesús Delgado.